# Alta cultura

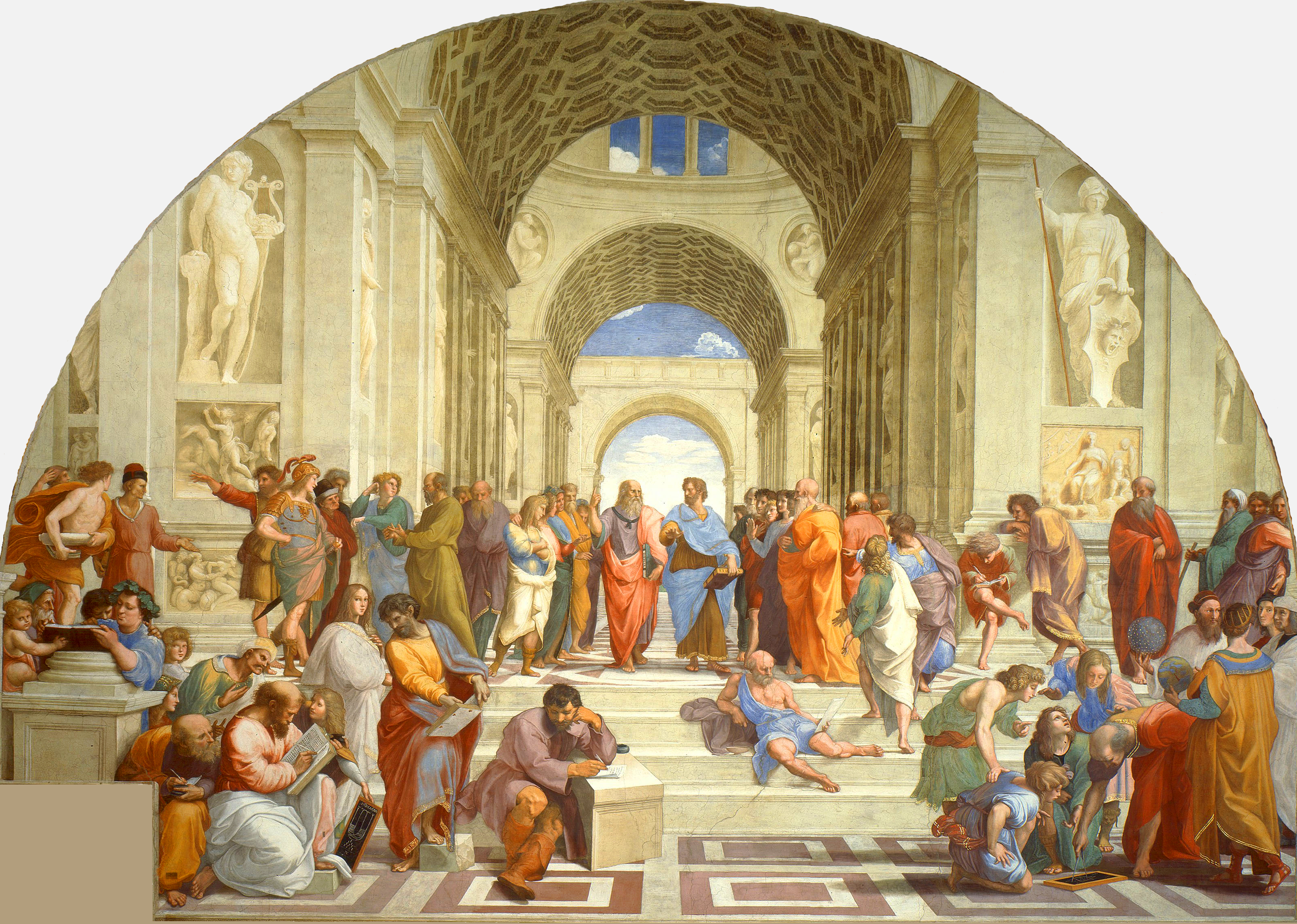
La escuela de Atenas de Rafael

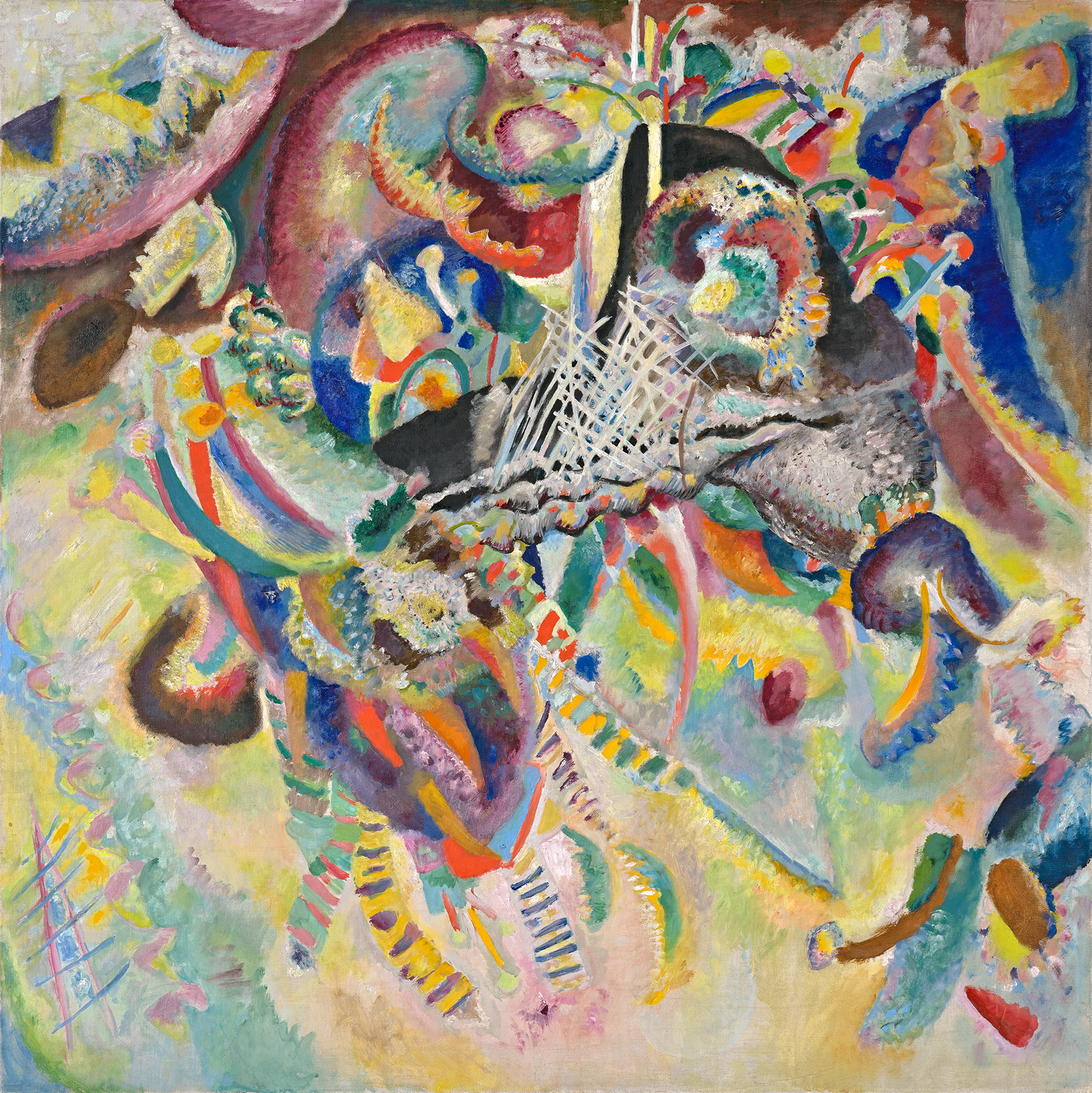
Fugue de Kandinski

Alta cultura es un concepto utilizado de formas diferentes en entornos académicos, cuyo uso más común es la valoración de ciertos productos artísticos y culturales (especialmente obras de arte, obras literarias y obras musicales) para ponderarlos como los de más alta estima. También designa a la sofisticada cultura de las élites (aristocracia o intelligentsia) por oposición a la cultura de las masas (tanto a la cultura de masas como a la cultura popular), o a conceptos como lo kitsch, lo filisteo, lo bárbaro, lo rústico o lo primitivo (culturas primitivas); todos ellos términos identificables con lo que puede denominarse baja cultura.

## Concepto

### High culture

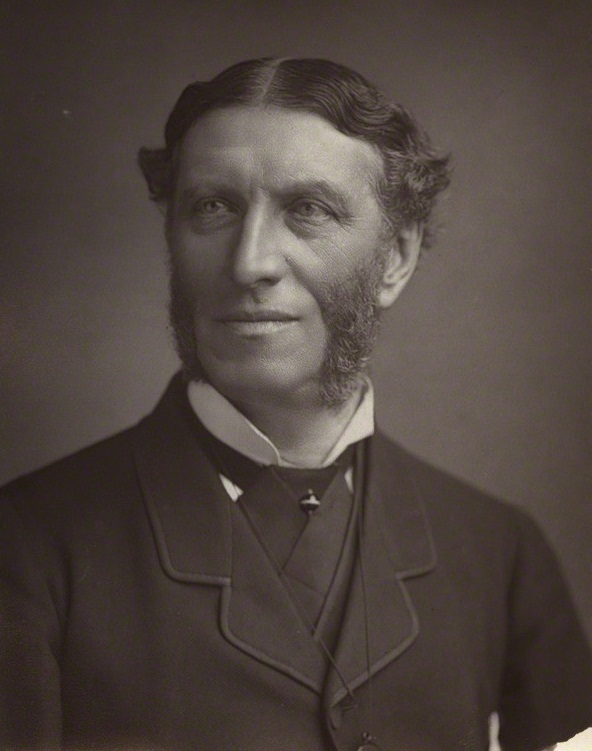
Matthew Arnold

Aunque a lo largo de la historia de la cultura ha habido siempre una diferencia de prestigio entre productos culturales, y concretamente en la civilización occidental se mantuvo como una constante la referencia al arte y cultura clásica grecorromana; el término high culture apareció por primera vez en inglés en la obra Culture and Anarchy de Matthew Arnold (1869). Arnold definió cultura en el prefacio como "the disinterested endeavour after man's perfection" ("el empeño desinteresado por la perfección del hombre"), mientras que más adelante escribió que cultura significaba "know the best that has been said and thought in the world" (conocer la mejor [parte] de lo que se ha dicho y pensado en el mundo), una definición específicamente literaria, que también incluía a la Philosophy (término que debe ser traducido no literal o restrictivamente -por "filosofía"- sino extensamente -por "ciencia"-). Arnold veía la high culture, sin implicar hostilidad hacia las formas de low culture ("baja cultura") o cultura tradicional, como una fuerza a favor del bien moral y político. En las distintas formas en que su punto de vista se generalizó, continúa siendo el concepto dominante de alta cultura.

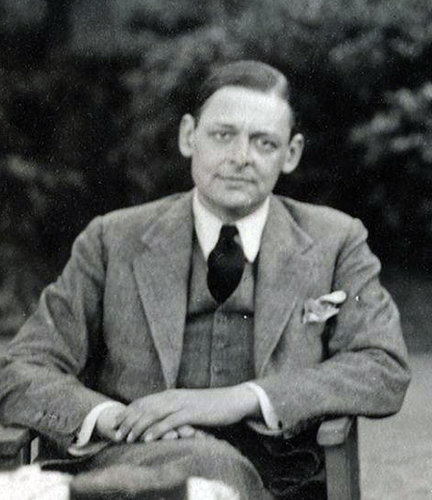
Thomas Stearns Eliot por Lady Ottoline Morrell (1934)

Las Notes Towards the Definition of Culture de T. S. Eliot (1948) fueron una obra de gran influencia, que planteaba la necesidad de entender una complete culture ("cultura completa") como compuesta tanto por la alta cultura como por la cultura popular. The Uses of Literacy de Richard Hoggart (1957) incidió en el mismo asunto, preocupándose por la experiencia cultural de los que, como ese mismo autor, accedían a la universidad proviniendo de un entorno de clase obrera. En los Estados Unidos, Harold Bloom ha planteado un punto de vista más exclusivo en sus obras, como antes que él F. R. Leavis. Ambos, como Arnold, insisten en la centralidad de las altas producciones culturales, principalmente literarias, del denominado western canon (canon occidental).

### Hochkultur
El término alemán Hochkultur designa tres conceptos radicalmente distintos: el equivalente al inglés high culture, el concepto historiográfico que designa a ciertas culturas antiguas y el que designa un tipo de viticultura.

## Historia de la alta cultura en occidente.

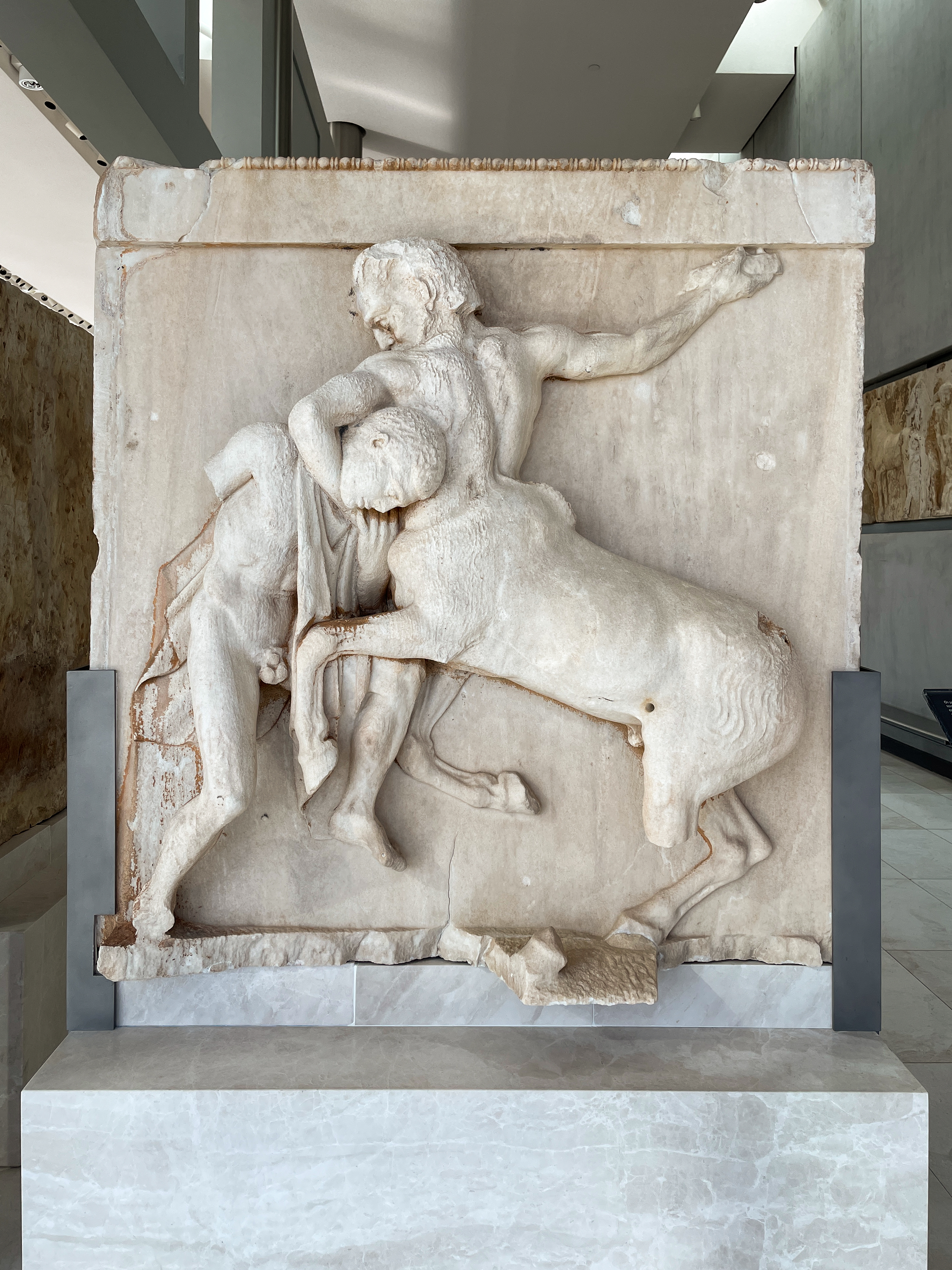
Fidias. Metopa 1, Centauromaquia, Partenón, Atenas

La alta cultura de Occidente se originó en las tradiciones clásicas del mundo de la vida intelectual y estética en la antigua Grecia (desde el siglo VIII a. C. - al 147 dC) y la antigua Roma (753 aC - 476 dC). En la tradición grecorromana clásica, el modo ideal de lenguaje se publicó y conservó en obras de estilo elevado (gramática correcta, sintaxis y dicción). Ciertas formas de lenguaje utilizadas por los autores en épocas valorizadas se mantuvieron en la antigüedad y en el Renacimiento como modelos eternos válidos y estándares normativos de excelencia; p.ej. el dialecto ático del griego antiguo hablado y escrito por los dramaturgos y filósofos de la Atenas de Pericles (siglo V a. C.); y la forma del latín clásico utilizada en la "Edad de oro" de la cultura romana (c. 70 aC - 18 dC) representada por figuras como Cicerón y Virgilio.

Baldassare Castiglione, por Rafael Sanzio

Esta forma de educación era conocida por los griegos como παιδεία, que se tradujo por los romanos en latín como humanitas,5 ya que reflejaba una forma de educación que apunta al refinamiento de la naturaleza humana, en lugar de la adquisición de habilidades técnicas o vocacionales. De hecho, el mundo grecorromano tendía a considerar que el trabajo manual, comercial y técnico estaba subordinado a las actividades puramente intelectuales. De la idea del hombre "libre" con suficiente tiempo de ocio para perseguir tal refinamiento intelectual y estético, surgió la distinción clásica entre las artes "liberales" que son intelectuales y se hacen por su propio bien, en contra de lo "servil" o "mecánico", artes que se asociaron con el trabajo manual y se ejercían para ganarse la vida. Esto implicaba una asociación entre la alta cultura y las clases altas cuya riqueza heredada proporcionaba ese tiempo para el cultivo intelectual. El caballero cultivado, que no se veía afectado por la necesidad de ganarse la vida, era libre de dedicarse a las actividades propias de un "hombre libre", que se consideraba que implicaban verdadera excelencia y nobleza en oposición a la mera utilidad.
Durante el Renacimiento, los valores intelectuales clásicos de la cultura grecorromana totalmente redescubierta fueron el capital cultural de las clases altas (y los aspirantes), y apuntaban al desarrollo completo de las facultades humanas intelectuales, estéticas y morales. Este ideal asociado con el humanismo (un término posterior derivado de las humanidades o studia humanitatis), se comunicó en la Italia del Renacimiento a través de instituciones como las escuelas de la corte del Renacimiento. El humanismo del Renacimiento pronto se extendió por Europa y se convirtió en gran parte de la base de la educación de la clase alta durante siglos.
Para el hombre y mujer socialmente ambiciosos, El libro del cortesano (1528), de Baldasare Castiglione, instruye al lector para adquirir y poseer el conocimiento de los clásicos greco-romanos, siendo la educación una parte integral de la persona social de un aristócrata. Una contribución clave del Renacimiento fue la elevación de la pintura y la escultura a un estatus igual al de las artes liberales (de ahí que las artes visuales perdieron para las élites cualquier asociación negativa persistente con la artesanía manual). Los primeros tratados renacentistas de Leon Battista Alberti fueron fundamentales en este sentido.
La evolución del concepto de alta cultura se definió inicialmente en términos educativos en gran parte como estudio crítico y conocimiento de las artes y humanidades grecorromanas que proporcionaron gran parte de los cimientos de las culturas y sociedades europeas. Sin embargo, el patrocinio aristocrático, eclesiástico y de la rica burguesía protestante, a lo largo de la mayor parte de la era moderna, también fue fundamental para el apoyo y la creación de nuevas obras de alta cultura en toda la gama de artes, música y literatura. El posterior desarrollo prodigioso de las lenguas y culturas europeas modernas significó que la definición moderna del término "alta cultura" abarca no solo los textos griegos y latinos, sino un canon mucho más amplio de selectos libros literarios, filosóficos, históricos y científicos en los dos idiomas antiguos. y las lenguas modernas. De importancia similar son aquellas obras de arte y música consideradas de la más alta excelencia y la más amplia influencia (por ejemplo, el Partenón, la pintura y escultura de Miguel Ángel, la música de J. S. Bach, etc.). Juntos, estos textos y obras de arte constituyen las obras ejemplares que representan la alta cultura del mundo occidental.

### Tradiciones culturales
En las tradiciones occidentales y en algunas tradiciones del este de Asia, el arte que demuestra la imaginación del artista recibe el estatus de arte superior. En Occidente, esta tradición comenzó en la antigua Grecia, fue reforzada en el Renacimiento y por el Romanticismo, que eliminó la jerarquía de los géneros dentro de las bellas artes, que se estableció en el Renacimiento. En China había una distinción entre la pintura de los literatos por parte de los académicos y el trabajo producido por artistas comunes, que trabajaban en estilos muy diferentes, o las artes decorativas, como la porcelana china, que eran producidas por artesanos desconocidos que trabajaban en grandes fábricas. Tanto en China como en Occidente, la distinción era especialmente clara en la pintura de paisajes, donde, durante siglos, las vistas imaginarias, producidas a partir de la imaginación del artista, se consideraron obras superiores.

### Capital cultural
En Europa y las Américas socialmente estratificadas, una inmersión de primera mano a la alta cultura de Occidente, el Grand Tour de Europa, fue un rito de pasaje que complementó y completó la educación de un caballero, desde la nobleza, la aristocracia y la burguesía, con una perspectiva mundana de la sociedad y la civilización. La gira postuniversitaria de los centros culturales de Europa fue un beneficio social del capital cultural transmitido a través de las instituciones de alto estatus (escuelas, academias, universidades) destinadas a producir al caballero ideal de esa sociedad.
El concepto europeo de alta cultura incluía el cultivo de la etiqueta y los modales refinados. La educación del gusto en las bellas artes como la escultura y la pintura, una apreciación de la música clásica y la ópera en su historia diversa y miles de formas; el conocimiento de las letras humanas (literarios, humaniores) representadas por los mejores autores griegos y latinos, y más ampliamente de las tradiciones de las artes liberales (por ejemplo, filosofía, historia, drama, retórica y poesía) de la civilización occidental, así como un conocimiento general de conceptos importantes en teología, ciencia y pensamiento político.

## Arte superior

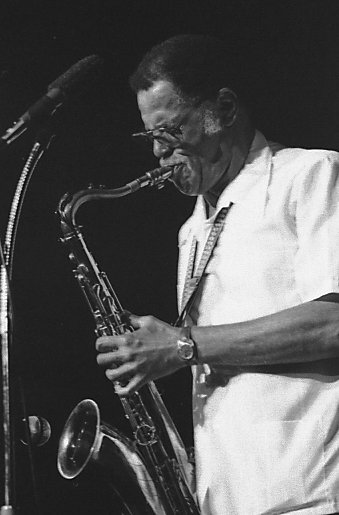
Dexter Gordon

Gran parte de la alta cultura consiste en la apreciación de lo que a veces se llama "arte superior". Este término es bastante más amplio que la definición de Arnold y, además de la literatura, incluye música, artes visuales (especialmente pintura) y formas tradicionales de las artes escénicas (incluido algo de cine). Las artes decorativas generalmente no serían consideradas arte superior.
Es más probable que los productos culturales considerados como parte de la alta cultura se hayan producido durante los períodos de alta civilización, para los cuales una sociedad urbana grande, sofisticada y rica proporciona un marco estético coherente y consciente, y un gran entorno de capacitación a escala, y, para las artes visuales, materiales de abastecimiento y trabajo de financiamiento. Este entorno permite a los artistas, lo más cerca posible, realizar su potencial creativo con la menor cantidad posible de limitaciones prácticas y técnicas. Aunque el concepto occidental de alta cultura se concentra naturalmente en la tradición grecorromana y en su reanudación a partir del Renacimiento, tales condiciones existían en otros lugares en otros tiempos.

## Música culta
El término "música culta" se refiere principalmente a las tradiciones clásicas (incluidas las formas de música clásica contemporánea e histórica) que se centran en los estilos formales, invitan a la deconstrucción técnica y detallada y la crítica, y exigen una atención centrada en el oyente. En la práctica occidental estricta, la música culta se considera principalmente una tradición musical escrita, conservada en alguna forma de notación musical, en lugar de transmitirse oralmente, de memoria o en grabaciones (como la música popular y tradicional).
El término se usa principalmente para referirse a la música que desciende de la tradición de la música clásica occidental. Los autores asociados con el movimiento de la musicología crítica y los estudios de música popular, como Philip Tagg, tienden a rechazar el elitismo asociado con la música culta. Catherine Schmidt-Jones define la música artística como "una música que requiere mucho más trabajo por parte del oyente para apreciarla mejor que lo que es típico de la música popular". En su opinión, "puede incluir los tipos más desafiantes de música de jazz y rock, así como música clásica ".
El término también puede referirse a:
- Las tradiciones de música clásica de varias culturas diferentes alrededor del mundo
- Algunas formas de jazz, excluyendo la mayoría de las formas generalmente consideradas como música popular. (Adorno, por ejemplo, se refiere al jazz como algún tipo de música popular)[17]
- Música altamente formalizada, es decir, en la que todos o la mayoría de los elementos musicales se especifican de antemano, generalmente en notación escrita, en lugar de ser improvisados o dejados a la discreción del intérprete.[18]

## Cine arte
La película artística suele ser una película seria e independiente dirigida a un nicho de mercado en lugar de a una audiencia de mercado masivo. Los críticos de cine y académicos de estudios cinematográficos suelen definir una "película de arte" con un "... canon de películas y aquellas cualidades formales que las marcan como diferentes de las películas de Hollywood", que incluyen, entre otros elementos: realismo social; un énfasis en la expresividad autoral del director o guionista; y un enfoque en los pensamientos y sueños de los personajes, en lugar de presentar una historia clara y orientada a los objetivos. Según el estudioso del cine David Bordwell, "el cine arte en sí mismo es un género cinematográfico, con sus propias convenciones".

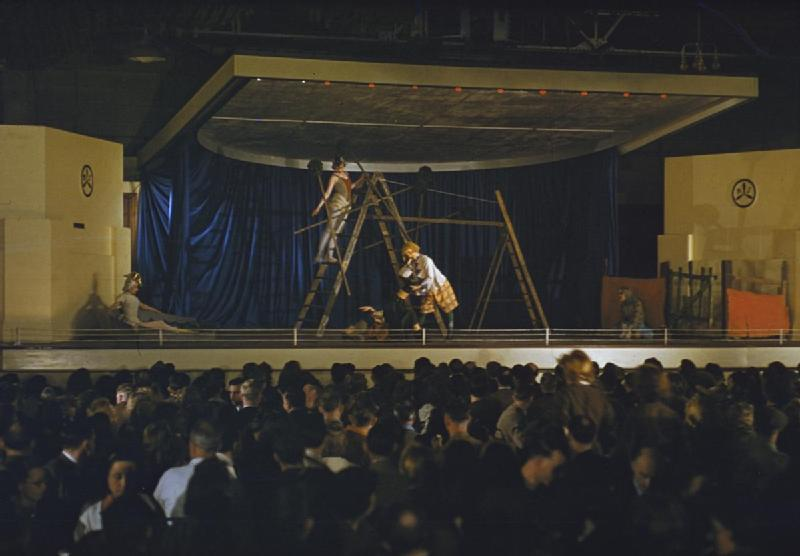
Los bailarines del Ballet Rambert, bajo los auspicios de CEMA, un programa gubernamental, interpretan Peter and The Wolf en una fábrica de aviones en las Midlands inglesas durante la Segunda Guerra Mundial.

## Promoción de la alta cultura
El término siempre ha sido susceptible de ser atacado por elitismo y, en respuesta, muchos defensores del concepto dedicaron grandes esfuerzos a promover la alta cultura entre un público más amplio que la burguesía altamente educada cuyo territorio natural se suponía que era. A principios del siglo XIX, hubo una campaña para abrir museos y salas de conciertos para que el público en general tuviera acceso a la alta cultura. Figuras como John Ruskin y Lord Reith de la BBC en Gran Bretaña, León Trotski y otros en la Rusia comunista, y muchos otros en América y en todo el mundo occidental han trabajado para ampliar el atractivo de elementos de la alta cultura, como la música clásica, el arte de los maestros antiguos y los clásicos de la literatura.
Con la ampliación del acceso a la educación universitaria, el esfuerzo se extendió allí, y todos los aspectos de la alta cultura se convirtieron en objeto de estudio académico, que con la excepción de los clásicos no había sido el caso hasta finales del siglo XIX. Los cursos universitarios de artes liberales aún desempeñan un papel importante en la promoción del concepto de alta cultura, aunque a menudo ahora evitan el término en sí.
Especialmente en Europa, los gobiernos se han preparado para subsidiar la alta cultura a través de la financiación de museos, compañías de ópera y ballet, orquestas, cines, estaciones de radiodifusión públicas como BBC Radio 3, ARTE y otras. Organizaciones como el Consejo de las Artes de Gran Bretaña, y en la mayoría de los países europeos, ministerios enteros administran estos programas. Esto incluye el subsidio de nuevas obras de compositores, escritores y artistas. También hay muchas fuentes de financiamiento filantrópicas privadas, que son especialmente importantes en los EE. UU., donde la Corporación para la Difusión Pública, financiada con fondos federales, también financia la transmisión. Estos pueden ser vistos como parte de un concepto más amplio de cultura oficial, aunque a menudo una audiencia masiva no es el mercado previsto.

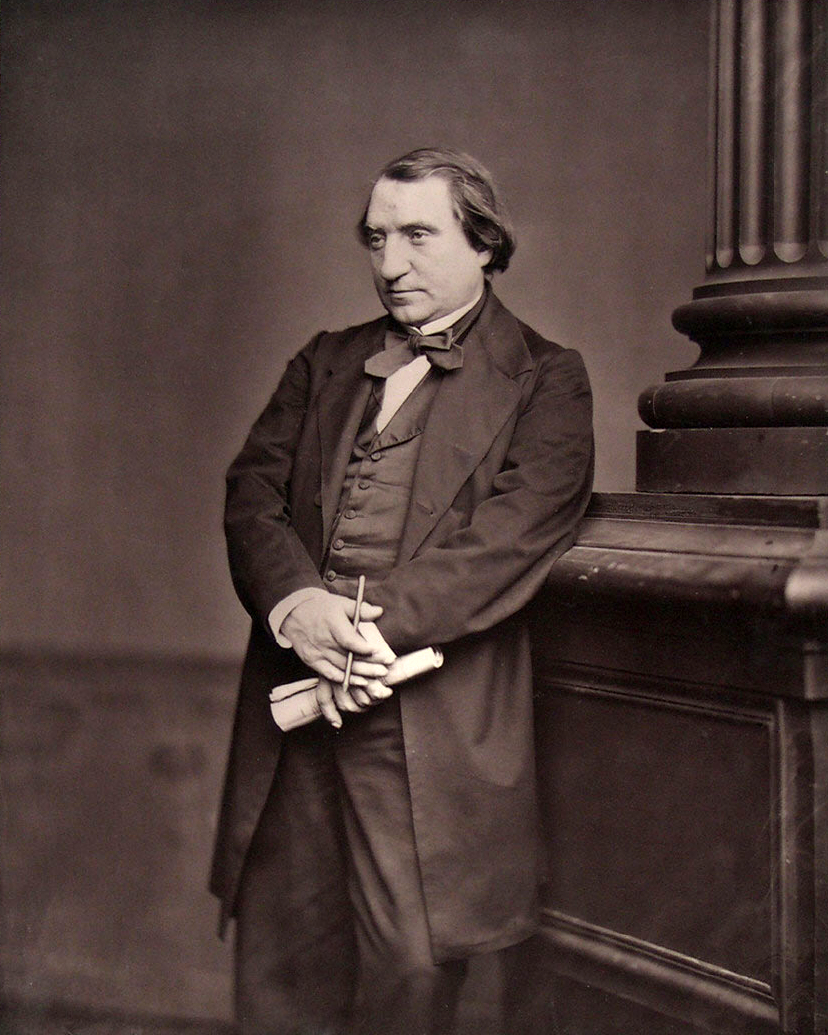
Ernest Renan 1876-84

## Teorías de la alta cultura

### El análisis de Benjamin y laescuela de Fráncfort

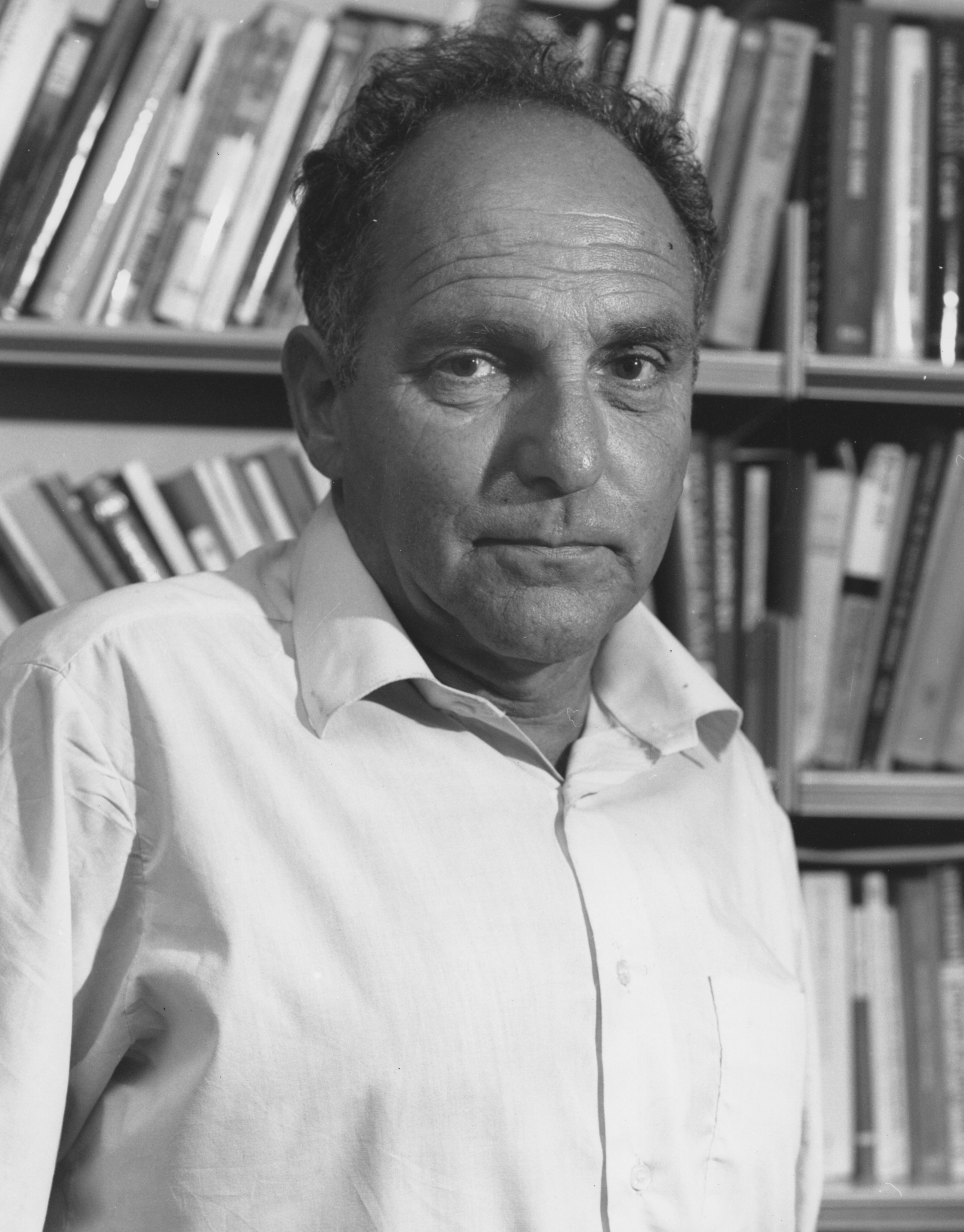
Ernest Gellner

Las relaciones entre la alta cultura y la cultura de masas son preocupaciones de los estudios culturales, los estudios de los medios y la teoría crítica, la sociología, el posmodernismo y la filosofía marxista. En el ensayo "La obra de arte en la era de la reproducción mecánica" (1936), Walter Benjamin exploró las relaciones de valor de las artes (alta y de masas) cuando se las sometió a la reproducción industrial. Los teóricos críticos Theodor W. Adorno y Antonio Gramsci interpretaron las relaciones culturales del arte elevado y del arte masivo como un instrumento de control social, con el cual la clase dominante mantiene su hegemonía cultural en la sociedad [18].

### La cultura y el nacionalismo
Para el orientalista Ernest Renan y para el filósofo y sociólogo racionalista Ernest Gellner, la alta cultura era conceptualmente integral a la política e ideología del nacionalismo, como parte indispensable de una identidad nacional sana. Gellner amplió el alcance conceptual de la frase en Naciones y nacionalismo (1983) al afirmar que el arte elevado es "una cultura alfabetizada y codificada, que permite la comunicación libre de contexto" entre culturas.

### El punto de vista de Borges
Jorge Luis Borges explícita en sus obras su opción por la belleza antes que por la verdad. Así, Borges afirma encontrar en su obra una tendencia consistente en «estimar las ideas religiosas o filosóficas por su valor estético y aún por lo que encierran de singular y de maravilloso». Su esteticismo posiblemente sea una de las claves de la aparente adscripción de Borges hacia filosofías contradictorias, lo que generó discusiones en torno de su propia posición filosófica. También en varias ocasiones destacó su escepticismo con respecto a las posibilidades de la filosofía: «No hay ejercicio intelectual que no sea finalmente inútil. Una doctrina filosófica es al principio una descripción verosímil del universo; giran los años y es un mero capítulo —cuando no un párrafo o un nombre— de la historia de la filosofía». Según Zavadivker, su esteticismo y su descreimiento en las posibilidades de la filosofía para explicar el mundo lo llevó a asumir y hasta festejar la pluralidad de perspectivas con que los hombres han interpretado el mundo, sin necesidad de definirse por alguna de ellas.

### La cultura como barrera
En Distinción: una crítica social del juicio del gusto (1979), el sociólogo Pierre Bourdieu propuso que el gusto estético (juicio cultural), está derivado de la clase social, al establecer definiciones de arte elevado mediante la práctica de actividades humanas como la etiqueta social, la gastronomía, la enología. Y que en tales actividades de juicio estético, la persona de la clase dominante usa códigos sociales desconocidos para las personas de clase media y baja en la práctica de actividades del gusto.

## La posición de Daniel Boorstin

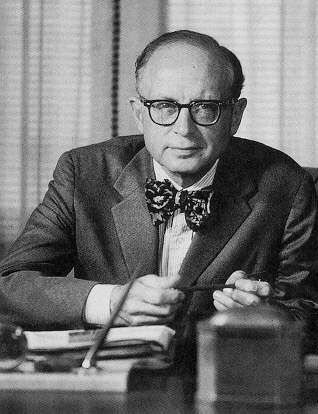
Daniel Boorstin

### Alta cultura occidental
Daniel Boorstin en su obra Los creadores se pregunta: ¿Por qué los estilos y las técnicas de pintura europeos estaban en constante cambio mientras que China permaneció relativamente sin cambios? ¿Por qué la música adquirió la polifonía y la instrumentación y evolucionó a una gran cantidad de "estilos" relacionados mientras que la música india vivió poca evolución? ¿Por qué la arquitectura sufrió una transformación tan radical en Occidente? ¿Por qué Europa se convirtió en la tierra de la alfabetización y los libros? Estas preguntas llevaron a Boorstin a ciertas propuestas.
Sugiere que las "gentes del Libro" (judíos y cristianos) llegaron a verse a sí mismos desde una perspectiva diferente a otras culturas. Su creencia en un Dios creador los llevó a ver la creación humana como parte de la creación de Dios. Como su Dios creó, ellos también lo hacen. Se convirtieron en un pueblo creativo, escudriñando, cuestionando e imaginando. Otras culturas tuvieron momentos de impulsos creativos, pero la idea de la creatividad por sí misma no se mantuvo. Otras culturas, por otras razones, declinaron el camino creativo. El hinduismo vio el universo y nuestras vidas como cíclicas, sin principio, terminando solo cuando nos fusionamos con la Unidad y escapamos de este mundo. El budismo no preguntó "por qué", sino que predicó la sumisa aceptación de nuestra suerte en la vida. El confucianismo no se preocupaba por las preguntas fundamentales sobre Dios y el universo, sino por las reglas de la vida práctica y cotidiana. Aunque China tenía una tradición de pintura antigua, la combinación de la caligrafía con el arte y la codificación de las reglas para pintar dieron como resultado un estilo estático e inmutable. El Islam sostuvo que solo Alá era el Creador y reclamar un acto de creación fue considerado herético. El Corán en sí no fue considerado un documento escrito por Mahoma, sino un texto sagrado creado al principio de los tiempos. El Islam llegó incluso a prohibir la exhibición de la imagen humana, lo que tuvo graves consecuencias para el desarrollo de la pintura, la escultura, la fotografía y muchas de las artes escénicas en el mundo islámico.
Boorstin se focaliza en el primer estado occidental, Grecia. Los poemas homéricos de los dioses, recitados tan a menudo, se convirtieron en teatro cuando los participantes y los espectadores se separaron. Grecia inició los patrones culturales que persisten y definen el mundo occidental: danza, teatro, poesía, deportes, escultura, literatura, arquitectura, filosofía y democracia. En algún momento comenzaron a preguntar y tratar de responder preguntas fundamentales sobre el mundo y sobre ellos mismos. Cuando Europa redescubrió los escritos de los filósofos griegos, eclosionó un renacimiento artístico. Boortin también magnifica el papel de los genios por su imaginación: Moisés, Platón, Aristóteles, Pablo de Tarso, Dante, Miguel Ángel, Dostoievski ... todos los cuales defendían la búsqueda libre del aprendizaje. Boorstin considera que esta búsqueda es fundamental para la cultura occidental.
Aunque el enfoque está en Occidente, se incluyen referencias a otras culturas. El capítulo "El camino no tomado: El triunfo japonés de la madera" está dedicado a la arquitectura japonesa.

### El impacto de la literatura.

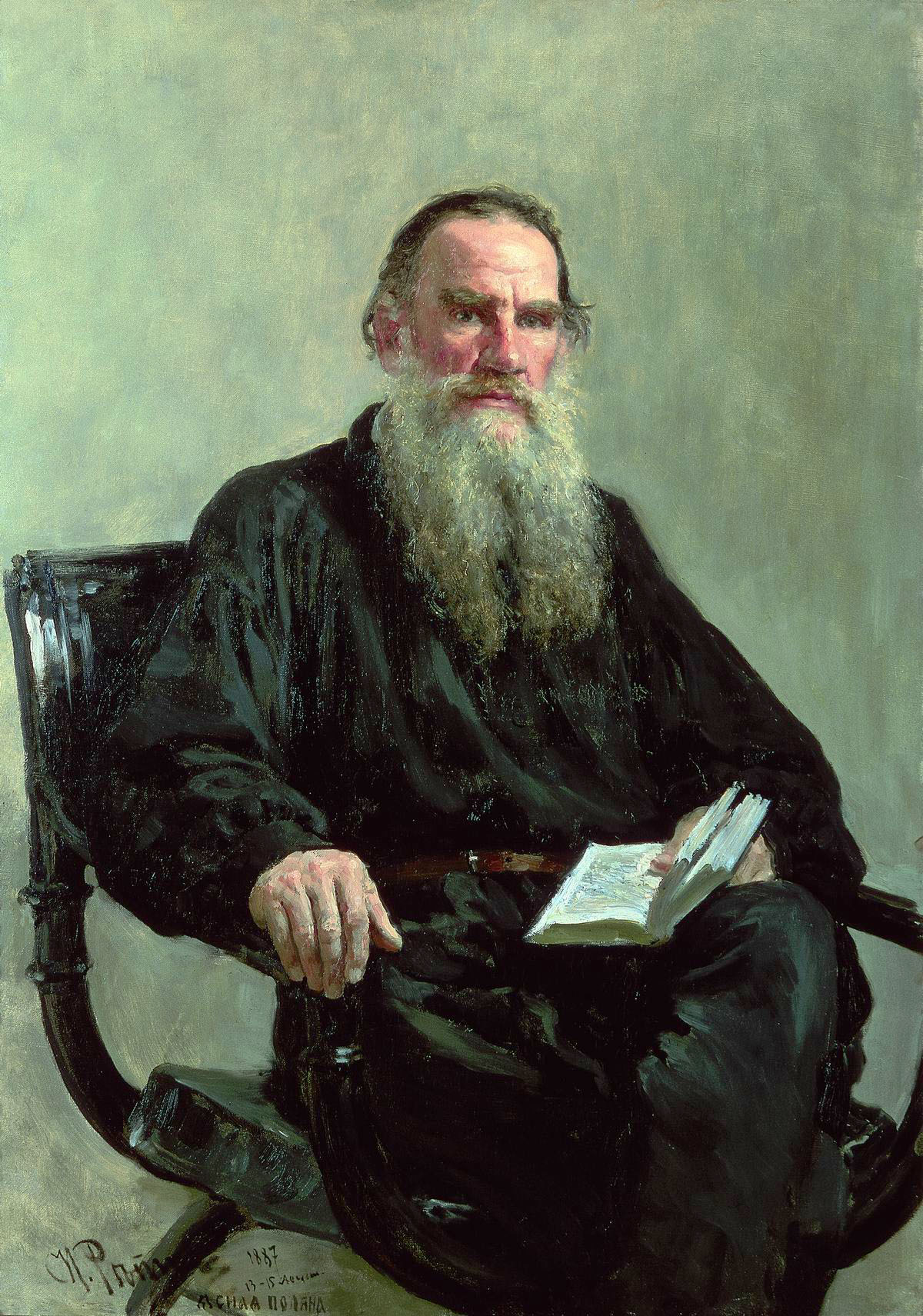
Ilya Efimovich Repin (1844-1930) - Retrato de Leo Tolstoy (1887)

Boorstin afirma que el libro es el mayor invento tecnológico de todos los tiempos. Sugiere que la evolución literaria cambió y reflejó nuevas formas de pensar sobre el yo. De hecho, la literatura fue la fuerza impulsora detrás de los cambios en las perspectivas personales comenzando con Grecia. Boorstin sugiere que la poesía, tanto en forma como en sustancia, fue escrita para recordar. mientras que la prosa, una nueva forma de literatura, surgió con el teatro. La obra se transformó de un ejercicio religioso a uno creativo que vio la aparición de la comedia, el drama y la tragedia. Debido a que la prosa no estaba en una forma que permitiera una fácil memorización, el autor necesitaba una mayor imaginación. El teatro sirvió para esos propósitos admirablemente y los griegos amaron y se destacaron en las artes escénicas. Los espectadores que vieron estos trabajos comenzaron a hacerse preguntas y cambiar su perspectiva.
La introducción de la prosa también condujo a la educación y las áreas de estudio se convirtieron en el fundamento de una educación clásica hasta hoy: retórica, lógica, gramática, astronomía, matemáticas y filosofía. Esta última existió debido a la naturaleza escéptica de algunos pensadores griegos que se atrevieron a preguntar por qué. Boorstin propone que la prosa también alentó el desarrollo de la democracia al invitar a la participación de la ciudadanía. Otras formas literarias se levantaron. La epopeya y sus relatos de dioses y héroes y sus grandes hazañas continuaron. La historia comenzó con Heródoto (siglo quinto antes de Cristo). Pero fue la novela, lo que Boorstin llama "recrear la vida de la vida", lo que democratizó la literatura. La novela inspiró nuevas formas de pensar sobre nosotros mismos y nuestro mundo y las formas creadas fueron revelaciones para la mente occidental: el ensayo, la biografía, historias de nuestros propios sentimientos y puntos de vista, cuentos de aventuras y corrientes de conciencia en las que el tiempo mismo es manipulado. El autor finalmente descubrió al yo como un recurso del arte, el universo interno en lugar del universo externo que sirve como fuente de inspiración.

### Otras creaciones
Boorstin coloca los orígenes de la música occidental en la liturgia de la Iglesia Católica. La práctica temprana del canto congregacional de salmos (adoptada del judaísmo) cesó con la introducción del coro. Esta institución dio origen al canto gregoriano y una de las creaciones más importantes de la música, la polifonía, que sigue siendo el sello distintivo de la música occidental. Con el tiempo, el énfasis dentro de la música se dirigió a los instrumentos más que a la voz humana. Nuevamente, un cambio de actitud permitió el nuevo evento. Hasta este momento, los líderes de la Iglesia habían mirado con recelo la música "sin palabras", pero la Reforma protestante provocó un cambio de suposiciones. Desde Bach, la aceleración de la creación de instrumentos llevó a otro invento occidental peculiano, la orquesta. Boorstin demuestra repetidamente cómo una creación llevó a otra y otra. El concierto y la sinfonía fueron creados y la ópera causó sensación. La música se mudó del palacio a la sala de conciertos para las masas. La música siguió evolucionando y nuevas formas como la atonalidad se escucharon en la carrera por ser creativos e innovadores.
En Arquitectura como ejemplo de arquitectura megalítica, Boorstin selecciona a Stonehenge las pirámides del antiguo Egipto ("Castillos de la Eternidad") y la famosa arquitectura de Grecia ("Templos de la Comunidad") preceden a la obra de los romanos. Concreto, la cúpula, el arco, una creación tras otra, cambian las conchas físicas que nos recogen y protegen. La evolución final de la gran arquitectura, el rascacielos, nos da al arquitecto como héroe.